# Syntemna johannseni
Syntemna johannseni är en tvåvingeart som först beskrevs av Sherman 1921.  Syntemna johannseni ingår i släktet Syntemna och familjen svampmyggor. Inga underarter finns listade i Catalogue of Life.